# Maia (tesoureiro)

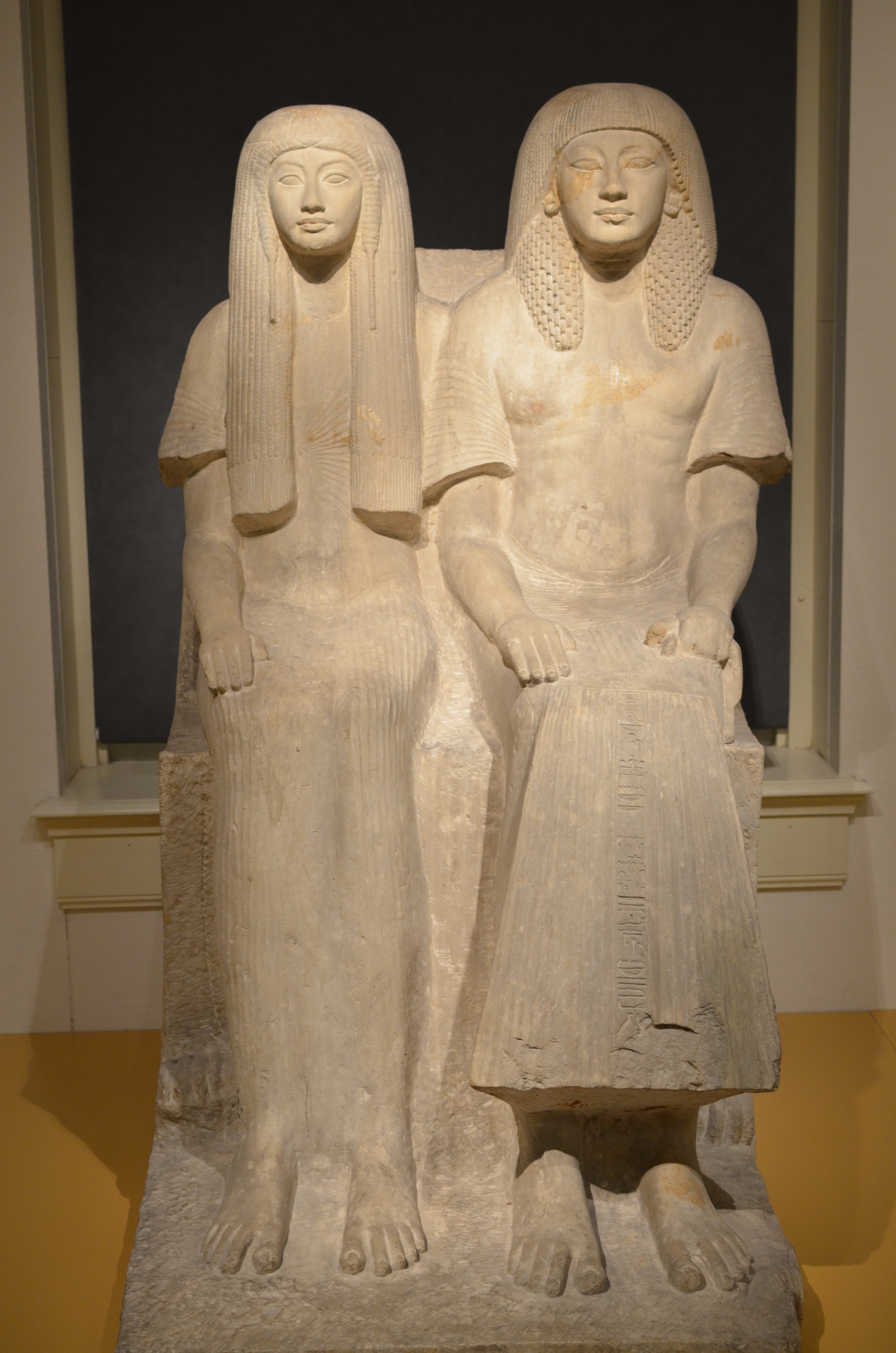
Vista frontal da estátua de Maia e Merite

Maia (Maya) foi uma figura importante durante o reinado dos faraós Tutancâmon, Aí e Horemebe da décima oitava dinastia do Egito Antigo, era casado com Merite. Os títulos de Maia incluem: portador de leques na mão direita do rei, superintendente do tesouro, chefe das obras na necrópole e líder do festival de Amom em Carnaque.
As estátuas de Maia e sua esposa Merite foram expostas no Museu Nacional de Antiguidades em Leida, Holanda desde 1823. Recentemente, o casal foi emprestado ao Museu Cívico Arqueológico (MCA) de Bolonha a partir de 17 de outubro de 2015 até 17 de julho de 2016.